# Falsacalolepta granulipennis
Falsacalolepta granulipennis là một loài bọ cánh cứng trong họ Cerambycidae.